# Aire métropolitaine de Montevideo
 (octobre 2022).
La mise en forme du texte ne suit pas les recommandations de Wikipédia : il faut le « wikifier ».
Les points d'amélioration suivants sont les cas les plus fréquents :
- Les titres sont pré-formatés par le logiciel. Ils ne sont ni en capitales, ni en gras.
- Le texte ne doit pas être écrit en capitales (les noms de famille non plus), ni en gras, ni en italique, ni en « petit »…
- Le gras n'est utilisé que pour surligner le titre de l'article dans l'introduction, une seule fois.
- L'italique est rarement utilisé : mots en langue étrangère, titres d'œuvres, noms de bateaux, etc.
- Les citations ne sont pas en italique mais en corps de texte normal. Elles sont entourées par des guillemets français : « et ».
- Les listes à puces sont à éviter, des paragraphes rédigés étant largement préférés. Les tableaux sont à réserver à la présentation de données structurées (résultats, etc.).
- Les appels de note de bas de page (petits chiffres en exposant, introduits par l'outil «  Source ») sont à placer entre la fin de phrase et le point final[comme ça].
- Les liens internes (vers d'autres articles de Wikipédia) sont à choisir avec parcimonie. Créez des liens vers des articles approfondissant le sujet. Les termes génériques sans rapport avec le sujet sont à éviter, ainsi que les répétitions de liens vers un même terme.
- Les liens externes sont à placer uniquement dans une section « Liens externes », à la fin de l'article. Ces liens sont à choisir avec parcimonie suivant les règles définies. Si un lien sert de source à l'article, son insertion dans le texte est à faire par les notes de bas de page.
- La présentation des références doit suivre les conventions bibliographiques. Il est recommandé d'utiliser les modèles {{Ouvrage}}, {{Chapitre}}, {{Article}}, {{Lien web}} et/ou {{Bibliographie}}. Le mode d'édition visuel peut mettre en forme automatiquement les références.
- Insérer une infobox (cadre d'informations à droite) n'est pas obligatoire pour parachever la mise en page.

Pour une aide détaillée, merci de consulter Aide:Wikification.
Si vous pensez que ces points ont été résolus, vous pouvez retirer ce bandeau et améliorer la mise en forme d'un autre article.
 (octobre 2022).
L'aire métropolitaine de Montevideo rassemble des petites villes et quelques villes moyennes gravitant autour de l'agglomération principale de Montevideo, la capitale de l'Uruguay; elles appartiennent au département  de Montevideo, comme à ceux de Canelones et de San José.

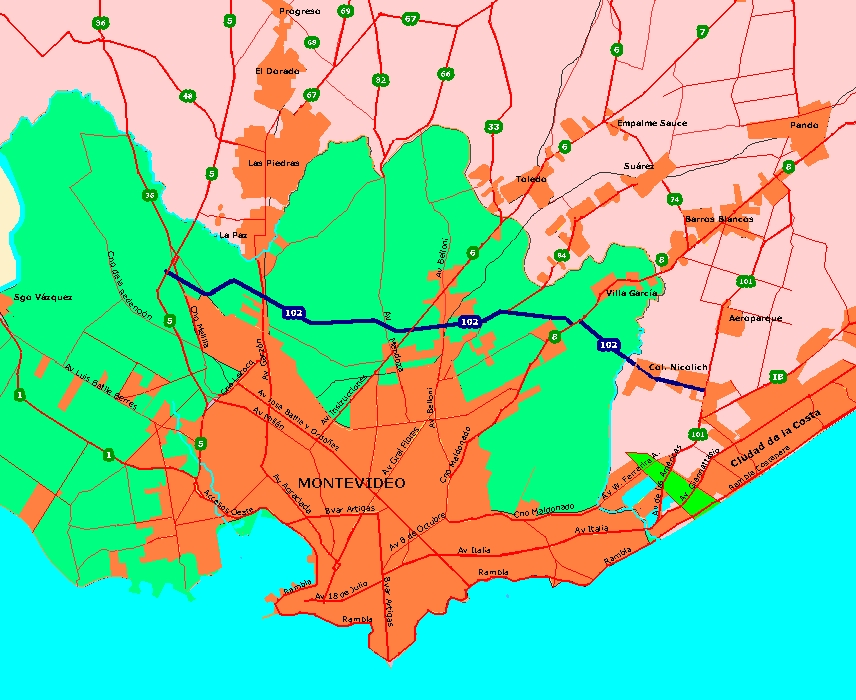
Carte de l'aire métropolitaine de Montevideo.

Montevideo est le siège de cette métropole urbaine qui rassemble plus de la moitié de la population  de l'Uruguay et qui s'étend d'est en ouest sur les rives du Río de la Plata. 
Depuis le début des années 2010, la population de la métropole est estimée à 1 800 000 habitants, soit largement plus de la moitié de la population de l'Uruguay, voire les 2/3 du pays. Elle tend à devenir une conurbation tentaculaire privilégiant l'urbanisation de son littoral. 

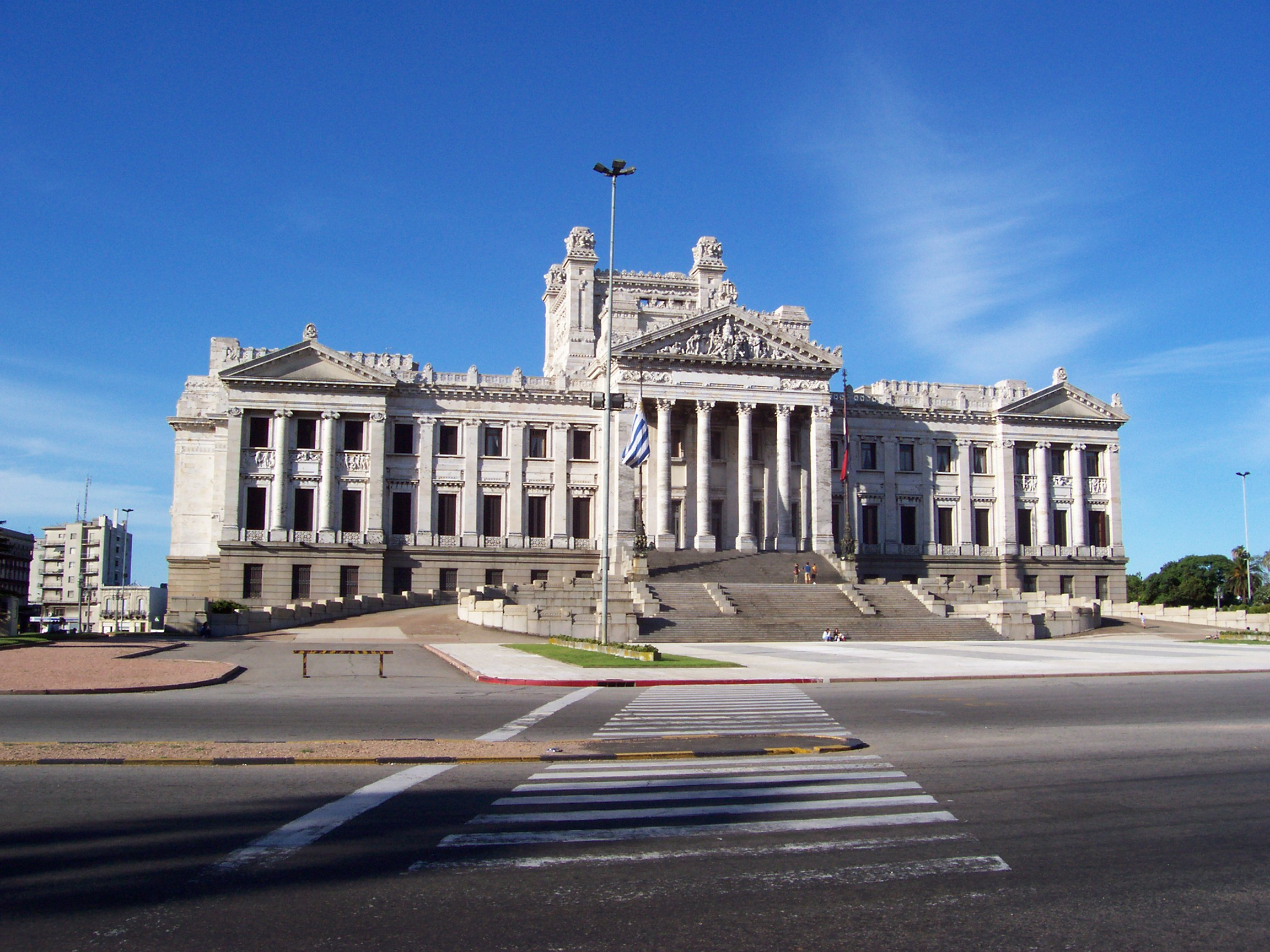
Le Palais Législatif de Montevideo, la capitale de l'Uruguay, siège d'une métropole tentaculaire.

## Aspects généraux
Dans son ensemble, il s'agit de gros villages ou de petites et moyennes villes qui vivent ou dépendent économiquement de la capitale du pays. Dans cette situation particulière, Montevideo joue un rôle important dans l'économie nationale mais, d'un autre côté, fonctionne comme le moteur de la zone méridionale du pays par son port commercial comme par son secteur culturel et industriel très développé.

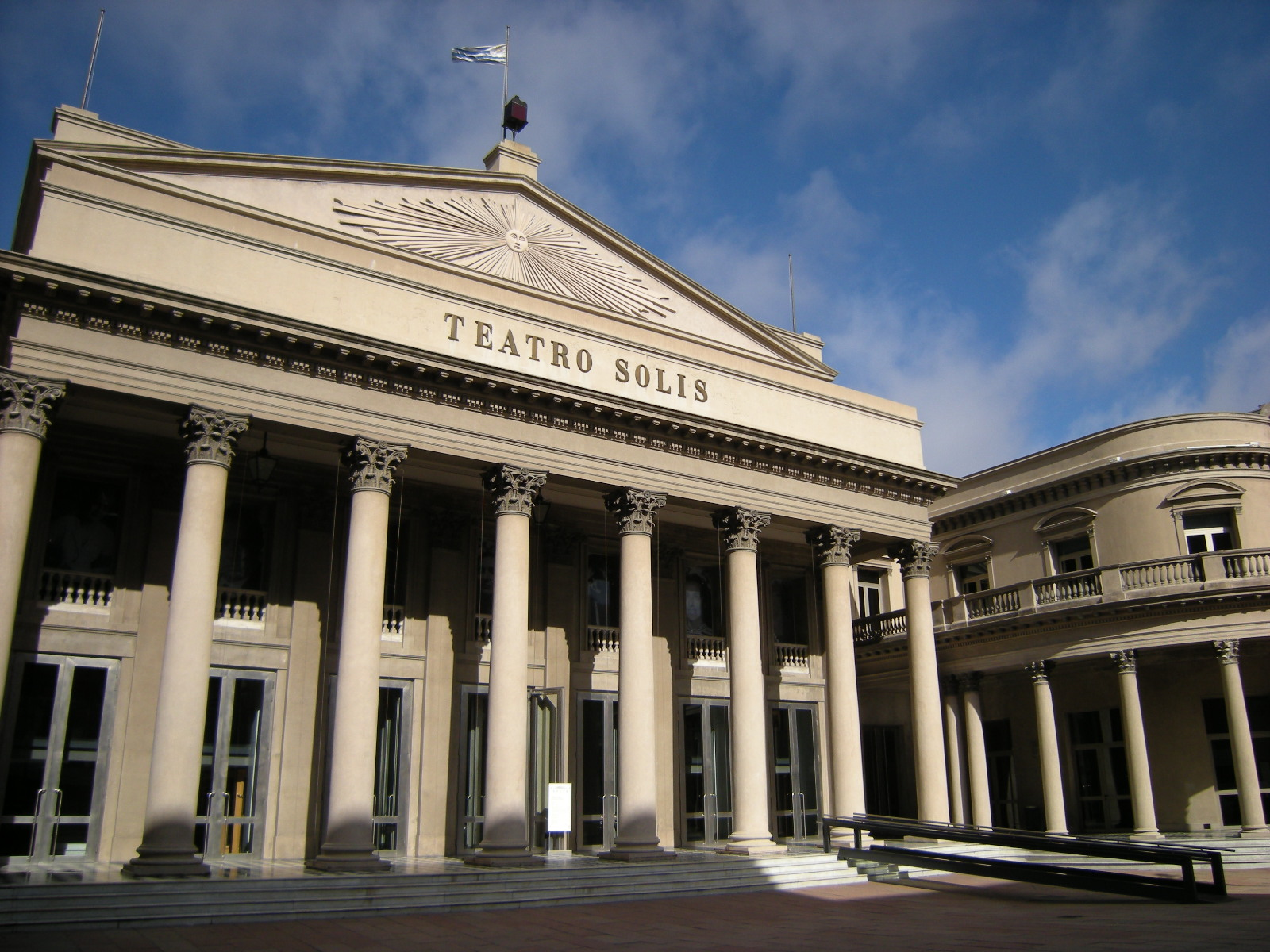
Le Théâtre de Montevideo, symbole de la richesse culturelle de la capitale.

Cette conurbation urbaine présente cependant des aspects disparates, formant une aire métropolitaine distendue autour de la ville de Montevideo avec des extensions urbaines et balnéaires comme la Ciudad de la Costa ou résidentielles comme Barros Blancos ou Progreso dans sa partie est et qui comprend également de gros villages semi-urbains comme Empalme Olmos, Toledo ou Juanicó, entre autres, et dont ces derniers prolongent le front d'urbanisation au nord et nord-est. 
Par ailleurs, des villes importantes et souvent anciennes comme Pando, Canelones, La Paz et surtout Las Piedras, situées dans la marge septentrionale de la zone et appartenant au département de Canelones, forment aussi une partie de cette aire métropolitaine en participant activement à son urbanisation.

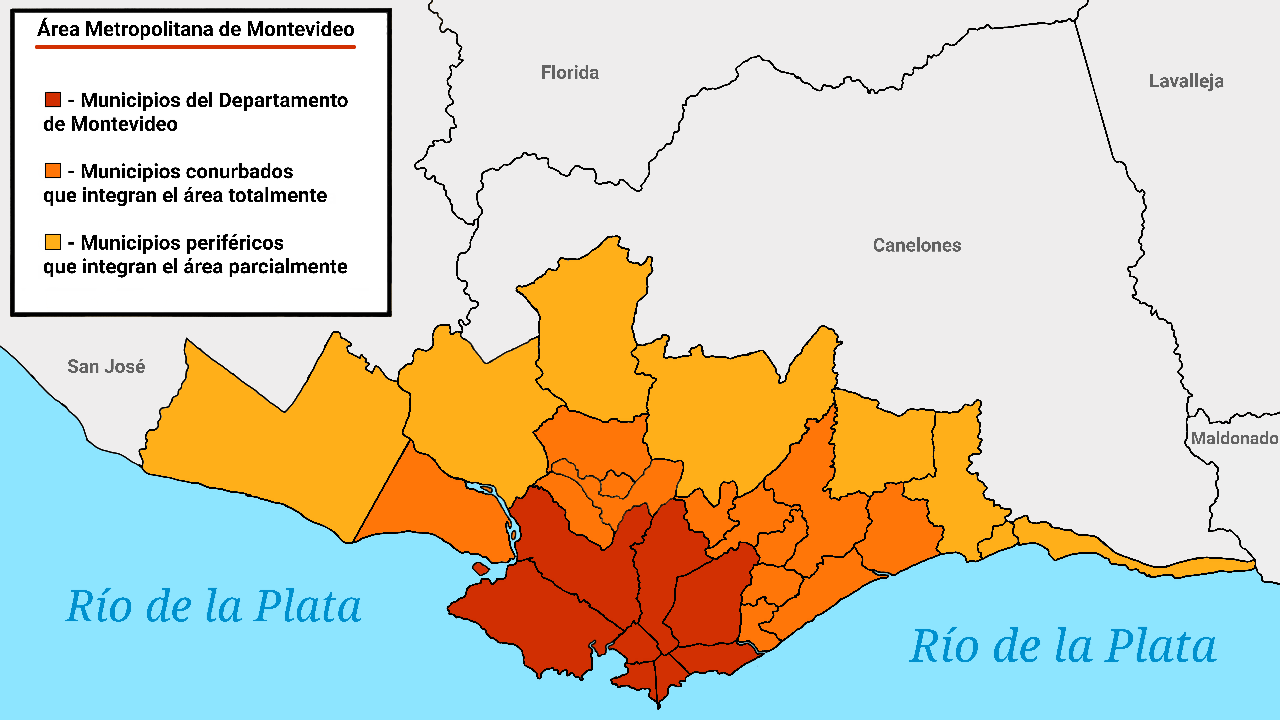
Carte géographique de l'aire métropolitaine de Montevideo

La partie rurale de l'aire urbaine de Montevideo, qui concerne environ 60% de la superficie totale du département de Montevideo, forme aussi une part du secteur métropolitain. Un grand nombre de ses habitants travaillent dans la capitale et résident dans des zones rurales et dans des villes du département de Canelones.
À l'intérieur de l'aire métropolitaine fait également partie le secteur sud-est du département de San José, contigü à Montevideo par l'ouest où des milliers de personnes travaillent dans le district de la capitale. En particulier, la zone de Ciudad del Plata est très peuplée, et n'est séparée  de Montevideo que par le pont de la Barra de Santa Lucía.
D'un point de vue strictement administratif, l'aire métropolitaine comprend tout le territoire du département de Montevideo, la totalité de douze municipalités du département de Canelones et six autres partiellement, jointe à la municipalité de Ciudad del Plata et partiellement à celle de Libertad, dans le département de San José.

## La moitié de la population de l'Uruguay réside dans l'aire métropolitaine de Montevideo
Selon l'Instituto Nacional de Estadística de l'Uruguay, la population du département de Montevideo en 2011 était  de 1 319 108 habitants, mais en considérant son aire métropolitaine, elle atteignait 1 764 745 habitants, ce qui correspond à 54 % du total national,.

## Municipalités appartenant à l'aire métropolitaine de Montevideo
Liste des localités organisées par ordre décroissant de population. 
| \| Localité \| Habitants en 2011 \| Superficie de la municipalité \| \| ------------------------- \| ----------------- \| -------------------------------- \| \| Montevideo \| 1 319 108 \| 530 km² \| \| Ciudad de la Costa \| 96 541 \| 77 km² \| \| Las Piedras \| 62 247 \| 54 km² \| \| Ciudad del Plata \| 32 154 \| 126 km² \| \| Barros Blancos \| 31 650 \| 23 km² \| \| Pando \| 25 949 \| 115 km² \| \| 18 de Mayo \| 21 361 \| 11 km² \| \| El Pinar \| 21 091 \| (inclus dans Ciudad de la Costa) \| \| La Paz \| 20 526 \| 33 km² \| \| Delta del Tigre y Villas \| 20 240 \| (inclus dans Ciudad del Plata) \| \| Canelones \| 19 865 \| 44 km² \| \| Lomas de Solymar \| 19 124 \| (Inclus dans Ciudad de la Costa) \| \| Solymar \| 18 573 \| (Inclus dans Ciudad de la Costa) \| \| Progreso \| 16 244 \| 78 km² \| \| Paso Carrasco \| 15 908 \| 24 km² \| \| Villa Crespo y San Andrés \| 9813 \| (Incluido en Toledo) \| \| Colonia Nicolich \| 9624 \| 21,5 km² \| \| Casarino \| 9295 \| (Incluido en Joaquín Suárez) \| \| Parque Carrasco \| 8628 \| (Incluido en Ciudad de la Costa) \| \| Salinas \| 8626 \| 84 km² \| \| Lagomar \| 8068 \| (Incluido en Ciudad de la Costa) \| \| Parque del Plata \| 7896 \| 16 km² \| \| San José de Carrasco \| 7288 \| (Incluido en Ciudad de la Costa) \| \| Playa Pascual \| 6870 \| (Incluido en Ciudad del Plata) \| \| Joaquín Suárez \| 6570 \| 44 km² \| \| Sauce \| 6132 \| 285 km² \| \| Atlántida \| 5562 \| 147 km² \| \| Barra de Carrasco \| 5410 \| (Incluido en Paso Carrasco) \| \| Neptunia \| 4774 \| (Incluido en Salinas) \| \| Pinamar - Pinepark \| 4724 \| (Incluido en Salinas) \| \| Toledo \| 4397 \| 30 km² \| \| Villa Aeroparque \| 4307 \| (Incluido en Colonia Nicolich) \| \| Empalme Olmos \| 4199 \| 104 km² \| \| Marindia \| 3543 \| (Incluido en Salinas) \| \| Shangrilá \| 3195 \| (Incluido en Ciudad de la Costa) \| \| Las Toscas \| 3146 \| (Incluido en Parque del Plata) \| \| Colinas de Solymar \| 2813 \| (Incluido en Ciudad de la Costa) \| \| Los Cerrillos \| 2508 \| 264 km² \| \| Estación Atlántida \| 2274 \| (Incluido en Atlántida) \| \| Santa Mónica \| 1662 \| (Incluido en Ciudad del Plata) \| \| La Floresta \| 1595 \| 65,5 km² \| \| Santa Teresita de Suárez \| 1513 \| (Incluido en Suárez) \| \| Villa San José \| 1419 \| (Incluido en Toledo) \| \| Villa Felicidad \| 1344 \| (Incluido en Progreso) \| \| Estación La Floresta \| 1313 \| (Incluido en La Floresta) \| \| Juanicó \| 1305 \| (Incluido en Canelones) \| \| Monte Grande \| 1287 \| (Incluido en Ciudad del Plata) \| \| City Golf \| 1104 \| (Incluido en Atlántida) \| \| Safici y Parque Postel \| 1087 \| (Incluido en Ciudad del Plata) \| \| El Bosque \| 988 \| (Incluido en Ciudad de la Costa) \| \| Costa Azul \| 965 \| (Incluido en La Floresta) \| \| Barrio Cópola \| 826 \| (Incluido en La Paz) \| \| Lomas de Carrasco \| 806 \| (Incluido en Pando) \| \| Estanque de Pando \| 770 \| (Incluido en Pando) \| \| Jardines de Pando \| 756 \| (Incluido en Pando) \| \| Totoral del Sauce \| 746 \| (Incluido en Pando) \| \| Olmos \| 662 \| (Incluido en Empalme Olmos) \| \| Seis Hermanos \| 622 \| (Incluido en Toledo) \| \| Villa Argentina \| 622 \| (Incluido en Atlántida) \| \| Villa El Tato \| 615 \| (Incluido en Colonia Nicolich) \| \| Costa y Guillamón \| 550 \| (Incluido en La Paz) \| \| Villa Paz S.A. \| 542 \| (Incluido en La Paz) \| \| Villa Porvenir \| 507 \| (Incluido en Toledo) \| \| La Lucha \| 492 \| (Incluido en La Paz) \| \| San Bernardo \| 456 \| (Incluido en Pando) \| \| Bello Horizonte \| 416 \| (Incluido en La Floresta) \| \| Parada Cabrera \| 409 \| (incluido en Canelones) \| \| Fortín de Santa Rosa \| 296 \| (Incluido en Salinas) \| \| Villa Hadita \| 235 \| (Incluido en Joaquín Suárez) \| \| Instituto Adventista \| 183 \| (Incluido en Progreso) \| \| La Asunción \| 180 \| (incluido en Colonia Nicolich) \| \| Barrio Remanso \| 178 \| (incluido en Canelones) \| \| Altos de la Tahona \| 168 \| (incluido en Colonia Nicolich) \| \| Fracc. Progreso \| 145 \| (Incluido en Progreso) \| \| Carmel \| 80 \| (Incluido en Colonia Nicolich) \| \| Haras del Lago \| 68 \| (Incluido en Colonia Nicolich) \| \| Quintas del Bosque \| 57 \| (Incluido en Colonia Nicolich) \| \| Colinas de Carrasco \| 56 \| (Incluido en Colonia Nicolich) \| \| Villa Juana \| 44 \| (Incluido en Salinas) \| \| Total \| 1.764.745 \| 1641 km2 \| |                   |                                  |
| Localité | Habitants en 2011 | Superficie de la municipalité    |
| Montevideo | 1 319 108         | 530 km²                          |
| Ciudad de la Costa | 96 541            | 77 km²                           |
| Las Piedras | 62 247            | 54 km²                           |
| Ciudad del Plata | 32 154            | 126 km²                          |
| Barros Blancos | 31 650            | 23 km²                           |
| Pando | 25 949            | 115 km²                          |
| 18 de Mayo | 21 361            | 11 km²                           |
| El Pinar | 21 091            | (inclus dans Ciudad de la Costa) |
| La Paz | 20 526            | 33 km²                           |
| Delta del Tigre y Villas | 20 240            | (inclus dans Ciudad del Plata)   |
| Canelones | 19 865            | 44 km²                           |
| Lomas de Solymar | 19 124            | (Inclus dans Ciudad de la Costa) |
| Solymar | 18 573            | (Inclus dans Ciudad de la Costa) |
| Progreso | 16 244            | 78 km²                           |
| Paso Carrasco | 15 908            | 24 km²                           |
| Villa Crespo y San Andrés | 9813              | (Incluido en Toledo)             |
| Colonia Nicolich | 9624              | 21,5 km²                         |
| Casarino | 9295              | (Incluido en Joaquín Suárez)     |
| Parque Carrasco | 8628              | (Incluido en Ciudad de la Costa) |
| Salinas | 8626              | 84 km²                           |
| Lagomar | 8068              | (Incluido en Ciudad de la Costa) |
| Parque del Plata | 7896              | 16 km²                           |
| San José de Carrasco | 7288              | (Incluido en Ciudad de la Costa) |
| Playa Pascual | 6870              | (Incluido en Ciudad del Plata)   |
| Joaquín Suárez | 6570              | 44 km²                           |
| Sauce | 6132              | 285 km²                          |
| Atlántida | 5562              | 147 km²                          |
| Barra de Carrasco | 5410              | (Incluido en Paso Carrasco)      |
| Neptunia | 4774              | (Incluido en Salinas)            |
| Pinamar - Pinepark | 4724              | (Incluido en Salinas)            |
| Toledo | 4397              | 30 km²                           |
| Villa Aeroparque | 4307              | (Incluido en Colonia Nicolich)   |
| Empalme Olmos | 4199              | 104 km²                          |
| Marindia | 3543              | (Incluido en Salinas)            |
| Shangrilá | 3195              | (Incluido en Ciudad de la Costa) |
| Las Toscas | 3146              | (Incluido en Parque del Plata)   |
| Colinas de Solymar | 2813              | (Incluido en Ciudad de la Costa) |
| Los Cerrillos | 2508              | 264 km²                          |
| Estación Atlántida | 2274              | (Incluido en Atlántida)          |
| Santa Mónica | 1662              | (Incluido en Ciudad del Plata)   |
| La Floresta | 1595              | 65,5 km²                         |
| Santa Teresita de Suárez | 1513              | (Incluido en Suárez)             |
| Villa San José | 1419              | (Incluido en Toledo)             |
| Villa Felicidad | 1344              | (Incluido en Progreso)           |
| Estación La Floresta | 1313              | (Incluido en La Floresta)        |
| Juanicó | 1305              | (Incluido en Canelones)          |
| Monte Grande | 1287              | (Incluido en Ciudad del Plata)   |
| City Golf | 1104              | (Incluido en Atlántida)          |
| Safici y Parque Postel | 1087              | (Incluido en Ciudad del Plata)   |
| El Bosque | 988               | (Incluido en Ciudad de la Costa) |
| Costa Azul | 965               | (Incluido en La Floresta)        |
| Barrio Cópola | 826               | (Incluido en La Paz)             |
| Lomas de Carrasco | 806               | (Incluido en Pando)              |
| Estanque de Pando | 770               | (Incluido en Pando)              |
| Jardines de Pando | 756               | (Incluido en Pando)              |
| Totoral del Sauce | 746               | (Incluido en Pando)              |
| Olmos | 662               | (Incluido en Empalme Olmos)      |
| Seis Hermanos | 622               | (Incluido en Toledo)             |
| Villa Argentina | 622               | (Incluido en Atlántida)          |
| Villa El Tato | 615               | (Incluido en Colonia Nicolich)   |
| Costa y Guillamón | 550               | (Incluido en La Paz)             |
| Villa Paz S.A. | 542               | (Incluido en La Paz)             |
| Villa Porvenir | 507               | (Incluido en Toledo)             |
| La Lucha | 492               | (Incluido en La Paz)             |
| San Bernardo | 456               | (Incluido en Pando)              |
| Bello Horizonte | 416               | (Incluido en La Floresta)        |
| Parada Cabrera | 409               | (incluido en Canelones)          |
| Fortín de Santa Rosa | 296               | (Incluido en Salinas)            |
| Villa Hadita | 235               | (Incluido en Joaquín Suárez)     |
| Instituto Adventista | 183               | (Incluido en Progreso)           |
| La Asunción | 180               | (incluido en Colonia Nicolich)   |
| Barrio Remanso | 178               | (incluido en Canelones)          |
| Altos de la Tahona | 168               | (incluido en Colonia Nicolich)   |
| Fracc. Progreso | 145               | (Incluido en Progreso)           |
| Carmel | 80                | (Incluido en Colonia Nicolich)   |
| Haras del Lago | 68                | (Incluido en Colonia Nicolich)   |
| Quintas del Bosque | 57                | (Incluido en Colonia Nicolich)   |
| Colinas de Carrasco | 56                | (Incluido en Colonia Nicolich)   |
| Villa Juana | 44                | (Incluido en Salinas)            |
| Total | 1.764.745         | 1641 km2                         |